# Хюдиксвал (община)
Община Хюдиксвал (на шведски: Hudiksvalls kommun) е община в състава на лен Йевлебори. Главен административен център на общината е едноименния град Хюдиксвал. Населението на общината е 36 829 души (към 31 декември 2013).